# خادمات المقام
خادمات المقام، رواية عربية للروائية الكويتية منى الشمري. صدرت لأوّل مرة عن دار الساقي في عام 2020، ودخلت في القائمة الطويلة للجائزة العالمية للرواية العربية لعام 2022، المعروفة باسم «جائزة بوكر العربية». والرواية أيضًا حاصلة على جائزة أفضل كتاب عربي في مجال الرواية، معرض الشارقة الدولي للكتاب 2022م. وقد أعربت الشمري عن سعادتها بوصول روايتها للقائمة الطويلة، وقالت عن روايتها " أما بالنسبة لروايات خادمات المقام، فهي رواية تحفر في الهوية الكويتية والمكان، وتحديدًا جزيرة فيلكا في زمن الخمسينيات من القرن الماضي..وتحكي قصة خادمات مقام الخضر مستلبات بانتظار المعجزات لتغيير أقدارهن وتشحذ أحلامهن".
وتذكر الشمري أنها بدأت في كتابة هذه الرواية قبل جائحة كورونا بعام، وانتهت منها في فترة الحجر المنزلى، الذي ساعدها كثيرًا على انجاز هذه الرواية، وتذكر أيضًا أنها كتبت هذه الرواية وهي في حالة عشق مع بطلاتها، حيث تلتهم خادمات المقام الحيز الأكبر من السرد لعوالمهن الغرائبية بين السحر والجن والخرافة والدجل، وبين اليقين والنجاة بالله. وقد احتاجت الشمري إلى عامين كاملين لإنهاء روايتها، العام الأول قامت فيه بالبحث التاريخي وتجميع المعلومات والالتقاء بالباحثين والعارفين في المكان، ومع أصدقاء لهم ذكريات على أرض الجزيرة.أما العام الثاني فقد تفرغت فيه للكتابة.
وحسب ما اشارت إليه الكاتبة فقد تم تحويل الرواية إلى عمل تلفزيوني، مثلها مثل العديد من رواياتها الأخرى.

## بطلات الرواية[8][9]
- ماريا- إمرأة عشقت منذ طفولتها الحجارة والخرز لدرجة الهوس بهما. وهي إمرأة حبشية استوطنت الجزيرة، وامتلكت مهارات تفسير الأحلام وقراءة التعاويذ.
- منيرة- إمرأة عاقر تتألم كثيرًا بسبب ذلك، وتريد أن تتخلص من عاشق الجن الذي منعها عن الإنجاب وفقًا لتفسير ماريا، ومباركة من زبيدة.
- زبيدة- الردادة، وهي إمرأة تسكن بالجزيرة وتتولى توليد النساء وطبابتهن بالعلاجات الشعبية.
- عذبة - ابنة أخت زبيدة وهي تلك الفتاة التي اعتادت أن تراجع حفظها من القرآن الكريم خوفًا من نسيانه، وتكتب خواطرها، وتقرأ كتب الجاحظ الذي يجلبها زوج منيرة إليها مع الأقلام والدفاتر من البصرة، والتي تتساءل كيف يخاطب الجاحظ أهل الجزيرة الذين تمكن الوهم منهم كأنه يعيش بينهم؟
- أم وحيد- كبيرة المقام، والتي وصلت شهرتها إلى كل سكان الساحليين الشرقي والغربي من الخليج العربي. لها ولد وحيد بعد أن مات أطفالها الأربعة السابقين في مهدهم، إلا أنه سافر إلى مصر وترك أمه في الجزيرة وهناك أخذته مباهج الحياة الجديدة فنسي أمه.

## الحبكة
لم تكن ليلة هادئة تلك التي رست فيها جثة المرأة ذات البطن المفتوح على شاطيء جزيرة فيلكا. لكن إرادة مقام سيدنا الخضر، الذي يرجو أهلها معجزاته ويخافون غضبه، أخرجت الحياة من قلب الموت ليأتي "وليد المقام". عذبة التي تكتم سرًا خطيرًا، تعلم تمامًا أن قصة المقام ليست إلا حيلة من حيل ماريا، الحبشية التي ارادت أن تقلب مسار حياتها، لتكون "سيدة المقام". بين أيدي خادمات المقام عاش الطفل بانتظار قدره، قدر تشابك مع أقدار أهل فيلكا الغارقين في معارك حب وخيانة وشعوذة وتجارة.

## ملخص الأحداث[8]
- مريم فتاة لأسرة مرموقة، اعجبت بخادم إيراني يدعى مهدي شاب، حاولت الزواج منه، ولكن أهلها رفضوه رفضًا مطلقًا لفقره وللفوارق الاجتماعية بينهم وبينه. سافر أخوة مريم ووالدها في البحر، ولكنهم غابوا لسنوات عديدة، فما كان من مريم إلا أن تتزوج بالخادم مهدي شاب، لأنها بحاجة إلى رجل يحميها ووالدتها. شاءت الأقدار أن يعود أخوة مريم ، وعندما علموا بما فعلته مريم، وكان هناك ثمرة في بطنها من زواجها بالخادم، أرادوا أن يمحوا هذا العار، فسافروا بمريم إلى جزيرة فيلكا بعدما فر مهدي هاربًا إلى إيران.
- مريم جثة هامدة على شاطيء جزيرة فيلكا وجنينها مازال ينبض بالحياة في بطنها، قام أهل الجزيرة بحمل الجثة إلى مقام الخضر، وهناك قامت زبيدة بإخراج الطفل من بطن أمه، وقام الرجال بناءً على تعليمات ماريا بحمل جثة مريم، وهم لا يعلمون اسمها بطبيعة الحال، وقاموا بدفنها بعد أن صلوا عليها، وكتبوا على صخرة اعتلت القبر"الغريقة أم وليد المقام".
- تتوالي الأحداث ويختفي خالد الذي كان سندًا لعذبه منذ وصولها إلى الجزيرة، وبعدها يقع فهد زوج منيرة في غرام سندس التي جاءت إلى الجزيرة مع فريق المنقبين الدنماركيين، وكأن سندس مائدة من وسلوى نزلت عليه من السماء لتخلصه باحساس العجز الذي يشعر به مع منيرة. ومن جانب أخر تعلم أم وحيد بموت ابنها، والذي تعرف على شلة من أصدقاء السوء، وأدمن من خلالهم السهر وشرب الكحوليات وتدخين الحشيش، وانتهى به الأمر إلى الموت.
- تستمر الأحداث الأليمة، حيث تترك عذبة الجزيرة وتعود إلى ديارها بعد أن عثرت على أخيها، وإن كان وداعها لحبيبها خالد محزنًا، وتوفيت أم وحيد بعد عدة أشهر حسرة على فقدان ولدها الوحيد.
- تنتهي قصة المقام بعد أن جاءت سيدة غنية تدعى شاهة بحراسة رجال الحكومة، وأمرت بهدم المقام لأنها هي صاحبة الأرض المقام عليها المقام، وليس المشعوذة ماريا، وتم هدم المقام وشعر الجميع على الجزيرة بهزة خفيفة أصفرت معها الوجوه من الخوف، وتساءلوا هل هذا حوت يونس قد أفاق من نومه؟ أم أنه غضب مولاهم الخضر بعد هدم مقامه.

## عن الرواية
استهلت الكاتبة الصفحات الأولى من الرواية بالحبكة، دون أية مقدمات عن جزيرة فيلكا التي تدور فيها الأحداث، أو أي تمهيد عن الشخصيات ظنًا منها أنها ستجذب القارئ من خلال سردها لقصة جثة تحمل بداخلها جنينًا، وجدت بالقرب من الشاطيء، فأخذها أهل الجزيرة إلى مقام الخضر، ذلك المقام الذي تحصل فيه كل أحداث الرواية، والذي يوجد به ماريا، وأم وحيد، ومنيرة اللواتي تربين في مقام الخضر على الخزعبلات.
تستند الكاتبة في روايتها إلى الرؤية من الخلف، واستعمال ضمير الغائب، وهو ما يجعل السارد موضوعيًا لا يشارك في الرؤية من الداخل، إنما يقف موقف المحايد من الأحداث، وتكون لديه المعرفة المطلفة عن الشخصيات خارجيًا ونفسيًا، فتوضح لنا الكاتبة صفات خادمات المقام من ماريا، وأم وحيد، ومنيرة، ومن معهن من عذبة/ نجيبة، والردادة زبيدة، ولونا اليهودية، وسندس. وقد قسمت الكاتبة روايتها إلى ثمانية وثلاثين قسمًا، يسرد لنا فيها الراوي عن الشخصيات ويعرفنا عليها، متنقلاً من قسم لآخر من دون أن ينتهي الحدث أو الموقف أو الخبر، إنما يكتمل في القسم الثاني، والذي يسهم بدوره في ربط أجزاء الرواية، وتعلقها بمبدأ السببية.
وقد استعانت الكاتبة في روايتها براو آخر، وعادت إليه ليكون فاتحة كل قسم من أقسام الرواية، وليشكل بعدًا دلاليًا يسهم في التشويق لمعرفة الحدث. وما هذا الراوي الخفي إلا الأديب الجاحظ، فكانت كلماته فاتحة لعدة أقسام من الرواية، فتشكل العبارات المقتبسة عنصر توقع لما سيرد من أحداث، وفي الوقت نفسه تمثل عنصر تشويق، ولم يقتصر حضور الجاحظ وأقواله في افتتاح الأقسام، إنما أيضًا برزت في حوارات الشخصيات، خصوصًا مع اقتناع "عذبة" إحدى بطلات الرواية بما يقوله الجاحظ "لا تذهب إلى ما تريك العين، واذهب إلى ما يريك العقل"، ولم تكن هذه الاقتباسات من باب التّزيين، إنّما ارتبطت بما ذكرته الكاتبة في بداية الرّواية «الخرافة جرثومة العقل لا يُشفى حاملها إلّا بالموت»، وفي ذلك تترك الكاتبة للمتلقي مساحة كي يُشارك في الرّبط بين أحداث الرّواية، وصولًا إلى اكتشاف الغاية التي نخرج منها في الرّواية. وعندما تم سؤال الكاتبة عن هذه الأقتباسات، قالت: "أن ذلك محاولة للفت انتباه الجيل العربي الشاب الذي لم ينهل من عذب وجمال التراث العربي، ويجد صعوبة في قراءته، لأن اللغة العربية الدارجة في ذلك الزمن لم تعد هي ذاتها في زمننا الذي تغلب عليه اللهجات واللغة البيضاء البسيطة، كما أن اقتباسات الجاحظ جاءت في محاولة لتقريب المسافة الزمنية واللغوية، والنفسية بين كنوز الإرث العربي والجيل الذي ضيعها.
وإذا كان للمرأة حضور بارز في هذه الرواية، فالرجل أيضًا لم يكن غائبًا عن الرواية، ولكن حضوره ارتبط بالحدث الذي يدور حول شخصيات الرواية الأنثوية، فهناك فهد زوج منيرة التي تتوق إلى الإنجاب، وهناك خالد الذي يبحث على الحب مع عذبة التي تبادله نفس المشاعر، ولكن حكايتها تقف حجر عثرة أمام هذا الحب، وهناك أيضًا عزرا الذي يدور في فلك ابنته اليهودية لونا، ومهدي القادم من إيران ليكشف سر الغريقة التي وجدت على شاطئ فيلكا، وفي أحشائها جنين ينتظر النجاة. وكان العثور على الغريقة هو الحدث الذي افتتح به الكاتبة روايتها، والانطلاقة للتعرف على مقام الخضر وعلاقة الناس به.
تحضر جزيرة فيلكا كفضاء سردي ومكاني في رواية "خادمات المقام" لمنى الشمري، والتي تشيد بناءها السردي بالكامل في الجزيرة التي تتمتع بأبعاد تاريخية كثيرة، خاصة بعد المكتشفات الأثرية التي وجدت غارقة بالقرب منها، والتي ترجع إلى زمن الإسكندر الأكبر

## اقتباسات[13]
"كانت أم وحيد على قِصَرها، الأبرز بين القادمات جرياً على الشاطئ، فساقاها الدقيقتان كساقَي طفلةٍ ضعيفة مكّنَتاها من السير بسرعة أفعى على الرمال تتمايل بشكلٍ لا يُخطئ أحدٌ معهُ مشيتها، تفتح عباءتها التي تطير خلفها كأنها أجنحة سوداء، وتجري بشيلتها البيضاء التي تلفّ صدرها لترى بأمّ عينها المصيبة التي حلّت بالجزيرة، وتفشل زبيدة الردّادة وابنة أختها عذبة وجارتها منيرة في مجاراة سرعتها الخاطفة".
"ظلّت ملامحها المنمنمة واضحة، وتقاسيم الوجه تنمّ عن جمالها، وشعرها الأسود الفاحم بدا كثيفاً طويلاً، التهمت الأسماك شيئاً من أطراف أصابع يديها وقدميها، لم ينجُ من قسماتها إلا لحمها تحت ثوبها المخطط الذي ستر جسدها... قالت أم وحيد:
- هذه الجثة سبحت من إيران.
عارضتها الردّادة زبيدة:
- لا، لا، هذه جرفتها المياه من البصرة.
فتساءلت عجوز:
- ما أدراكم أنها ليست كويتية؟
فردّ أحد الرجال:
- لكننا لم نفتقد امرأة في "فيلكا"!!
فردّت منيرة:

- وهل فيلكا هي كل الكويت؟